# Rigor matemático

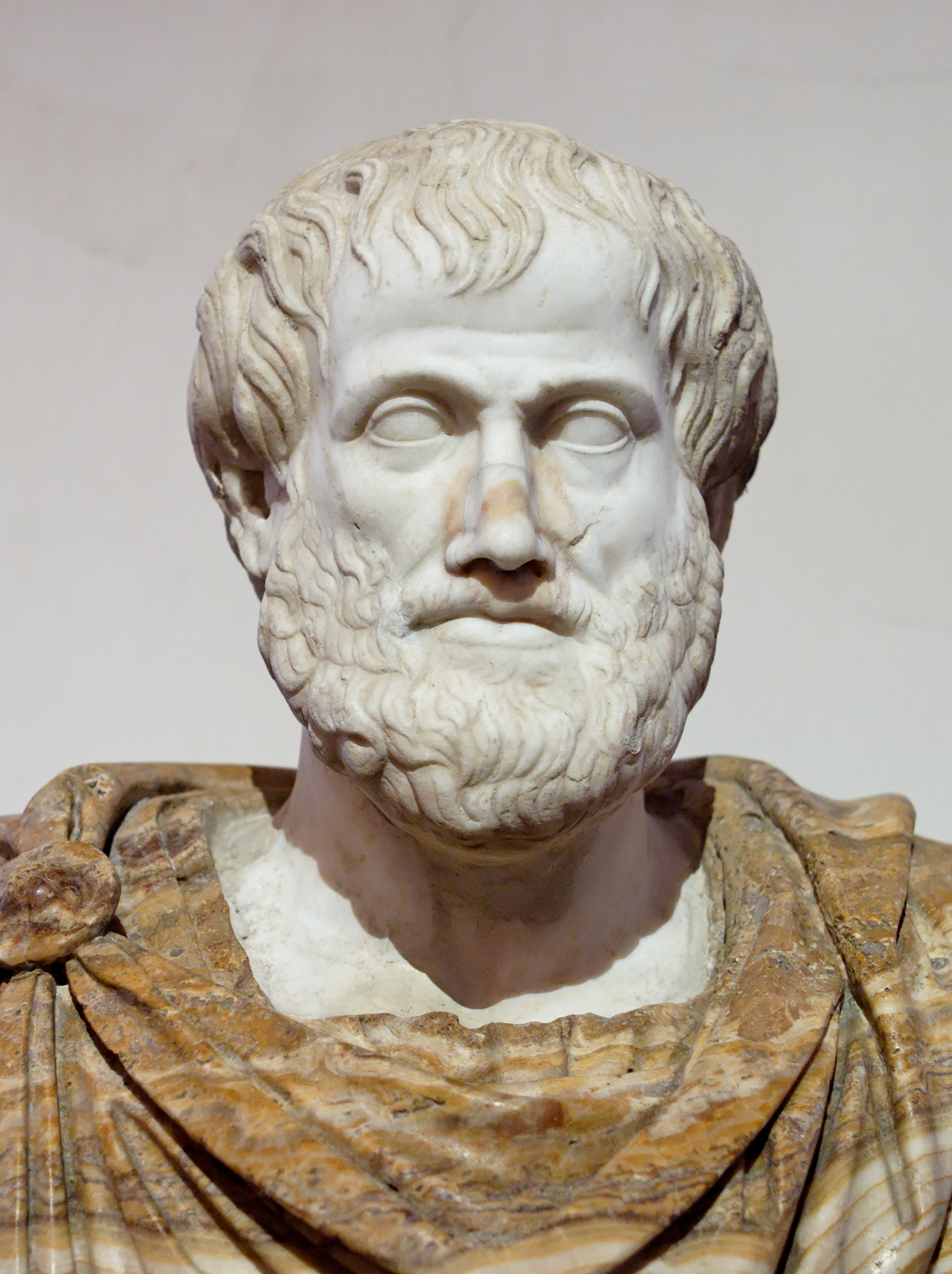
Aristóteles, fundador de la lógica.

Se entiende por rigor matemático (o también, «precisión matemática», aunque en un contexto algo diferente) una manera lógica y clara de trabajar dentro del ámbito de las matemáticas. Engloba, por una parte, aquel proceder axiomático a partir de definiciones y, por otra, la obligatoriedad de la demostración, un sistema de pasos que usa necesariamente la hipótesis y otros pasos justificados con proposiciones previas dentro de la teoría respectiva. Además,  se pretende seguir el método de la deducción sistemática. Como consecuencia de la aplicación del rigor matemático, los teoremas son por principio verdades definitivas y de vigencia general, de modo tal que la matemática puede ser considerada la ciencia exacta. El rigor matemático no constituye un fin en sí mismo, sino un medio necesario para posibilitar progresos perdurables en la matemática. El rigor es también, en el sentido griego, una buena «escuela de pensamiento». Como efecto ulterior, el rigor matemático también arroja por resultado una simplificación de las explicaciones y demostraciones matemáticas.

## Historia

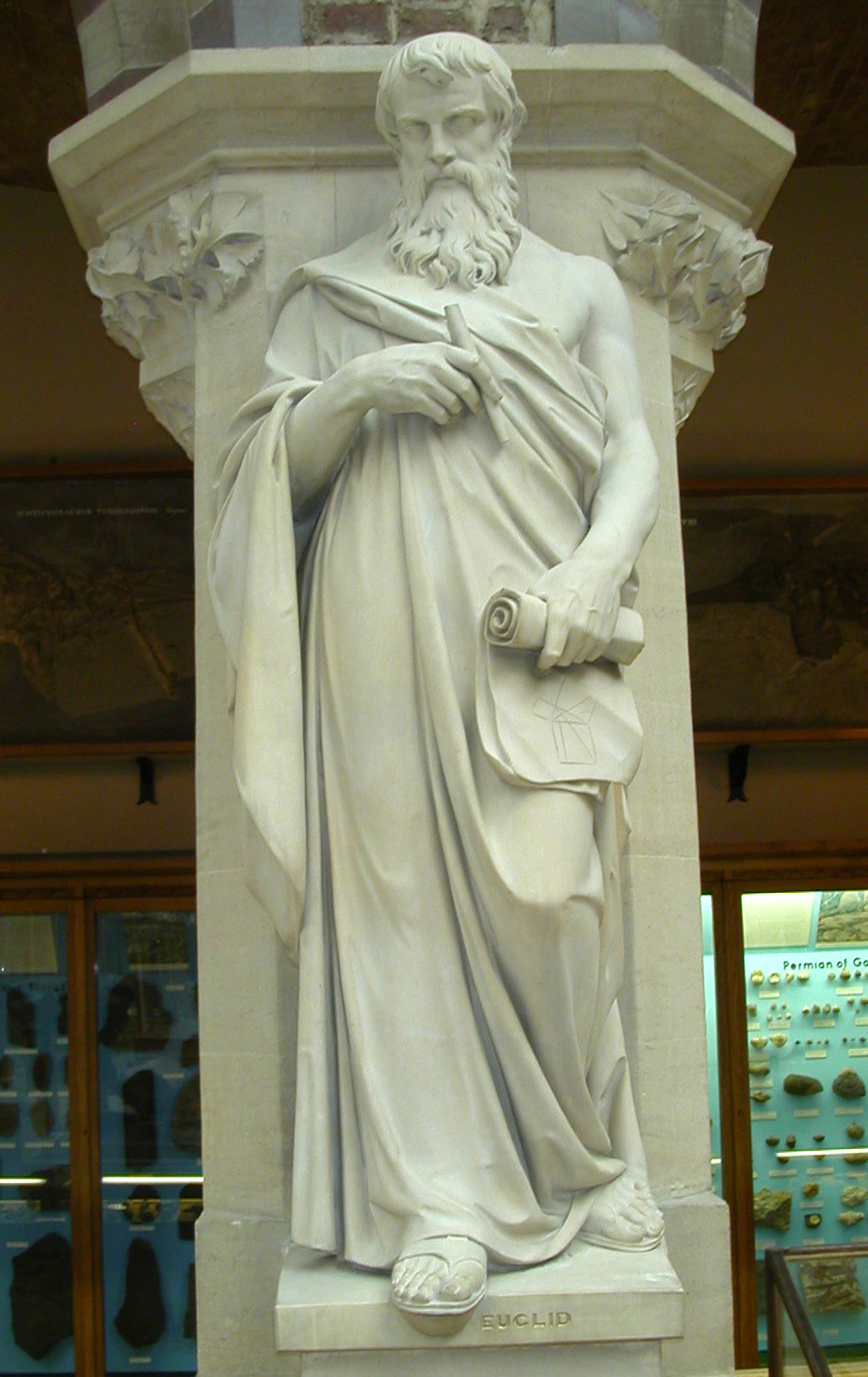
Representación de Euclides en el Museo de Historia Natural de la Universidad de Oxford.

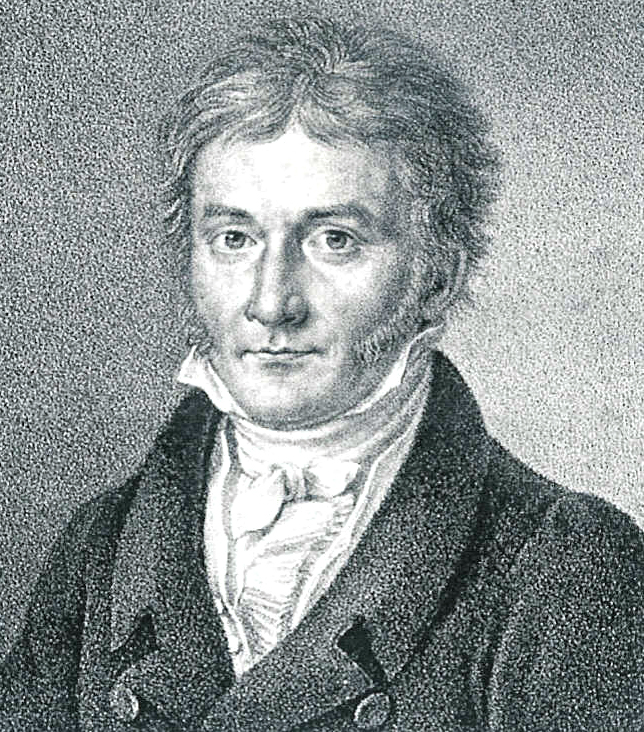
Carl Friedrich Gauss.

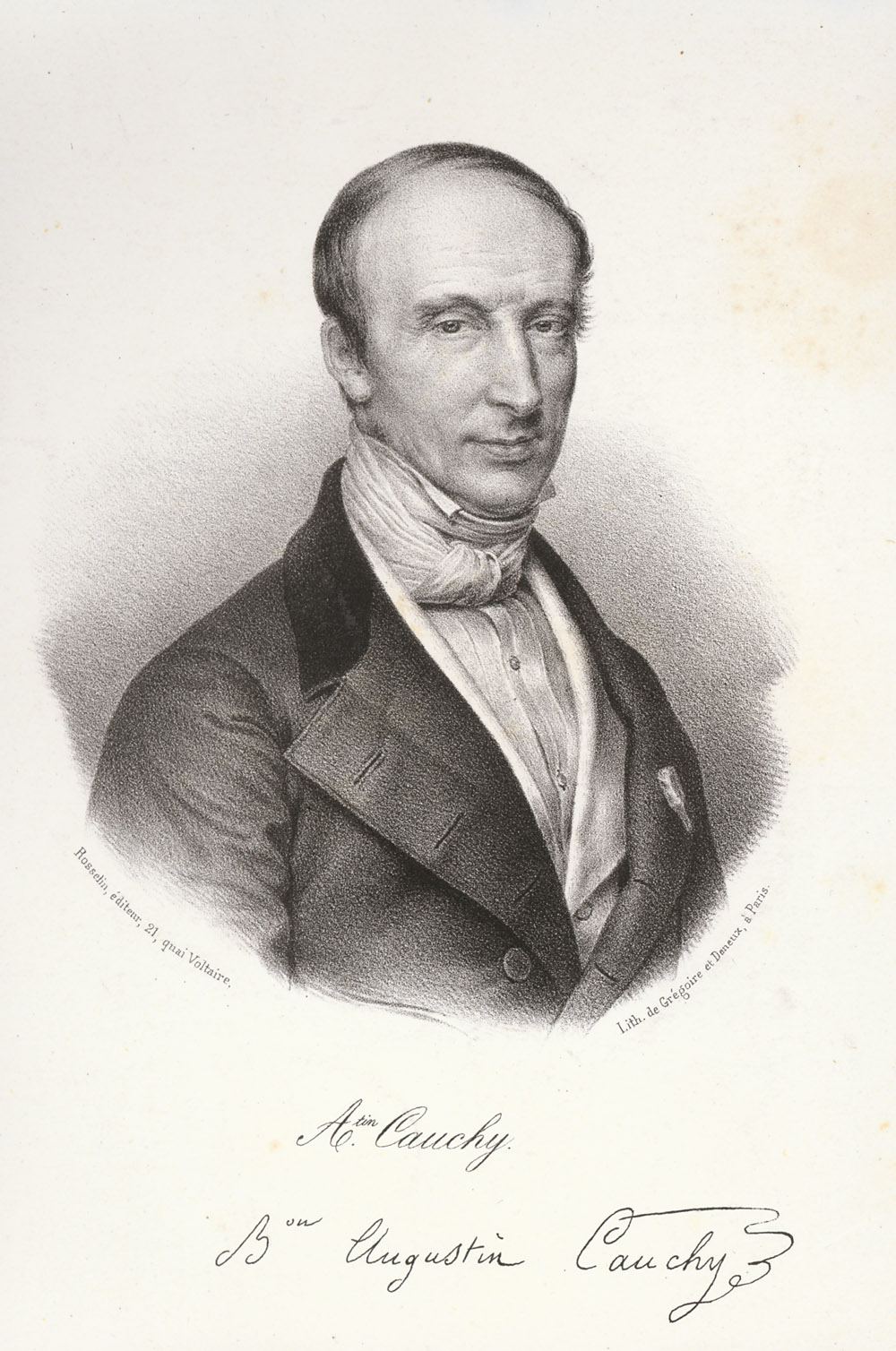
Augustin Louis Cauchy.

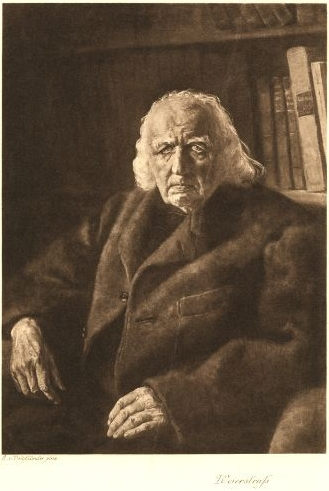
Karl Weierstrass.

Los primeros intentos de establecer el rigor matemático a través de la axiomatización y deducción sistemática ya se pueden ver en tiempos de la matemática griega, especialmente en Euclides en sus Elementos (finales del siglo IV a. C.). Sin embargo, en la antigüedad se prefirió con frecuencia un tratamiento de la matemática menos riguroso que el euclidiano. También era claro que el principio del rigor matemático no se podía transferir a todas las ciencias. Así, Aristóteles escribió que «el rigor matemático no es exigible en todas las cosas, mas sí en las inmateriales»
Después de un largo período de estancamiento, en el siglo XVII se experimentó un auge de las ciencias matemáticas con la geometría analítica y el cálculo infinitesimal. El ideal griego de la axiomática y de la deducción sistemática se transformó, sin embargo, en un escollo para los matemáticos productivos de aquel tiempo. Los resultados desempañaban un papel más importante que el camino hacia ellos. Justificaron inicialmente este proceder, el fuerte sentimiento intuitivo y la convicción casi ciega acerca la fuerza de los nuevos métodos recién creados. La era del comienzo de la industrialización continuó reforzando esta forma de actuar. Con tal autoconfianza, Sylvestre Lacroix señalaba (aún en 1810): «Hoy en día ya no necesitamos esos detallismos con los que se torturaban los griegos».
Recién a comienzos del siglo XIX, el éxtasis por el progreso creciente fue reemplazado por un nuevo despertar de la autocrítica. Apareció la necesidad de asegurar los resultados y la claridad. Tras la revolución francesa, este proceso fue apoyado por una amplia difusión de los fundamentos del quehacer científico.
La obra Disquisitiones Arithmeticae de Carl Friedrich Gauss es considerada una de las primeras obras modelo acerca del rigor matemático. Está escrita completamente apegada al estilo de  teorema – demostración– corolario y no contiene indicaciones acerca de qué motivó a Gauss a seguir determinadas líneas de desarrollo de las demostraciones y se preocupa de ocultar la vía concreta por la que el autor llegó a realizar sus descubrimientos. El último asunto no es, sin embargo, un aspecto del rigor matemático, sino una característica especial de Gauss.
A través de los trabajos de Augustin Louis Cauchy y Karl Weierstrass se estableció el cálculo infinitesimal sobre un fundamento seguro y riguroso, mediante el auge del análisis matemático y las definiciones rigurosas del concepto de límite. El siglo XlX quedó con esto caracterizado por una conciencia efectiva sobre el ideal clásico de la precisión y el rigor de la demostración, donde el modelo de la ciencia griega incluso se superó. Aún antes de Cauchy, Bernhard Bolzano contribuyó de manera importante al tratamiento del análisis con rigor matemático, con su trabajo de 1817: «Demostración puramente analítica del teorema de que, entre dos valores que arrojan un resultado opuesto, existe por lo menos una raíz real de la ecuación» ( Rein analytischer Beweis des Lehrsatzes, daß zwischen zwey Werthen, die ein entgegengesetztes Resultat gewähren, wenigstens eine reelle Wurzel der Gleichung liege)

## Cita
Aleksánder Danilóvich Aleksándrov ha señalado al respecto:

«Moralmente, la matemática nos enseña a comportarnos con rigor frente a lo que se afirma como verdad, a lo que se esgrime como argumento o a lo que se presenta como demostración. La matemática exige claridad de los conceptos y afirmaciones y no tolera niebla o explicaciones no demostrables».